# Маяк Луисбурга
Маяк Луисбурга (англ. Louisbourg Lighthouse) — маяк, расположенный на входе в гавань города Луисбург, графство Кейп-Бретон, провинция Новая Шотландия, Канада. Построен в 1734 году. Автоматизирован в 1990 году. Самый старый маяк, построенный  на территории Канады, и второй по старшинству во всей Северной Америке.

## История
После подписания Утрехтского договора, Франция лишилась Акадии, Ньюфаундленда и Сент-Китса, однако сохранила за собой острова Принца Эдуарда и Кейп-Бретон. Город Луисбург был основан в 1713 году как столица новой колонии Иль-Руаяль, объединивший оставшиеся у Франции острова в заливе Святого Лаврентия. Потому город было решено укрепить, в 1730 году началось строительство маяка на входе в его гавань, но завершено оно было только в 1734 году. Маяк представлял собой круглую каменную башню высотой 21 метр с деревянной фонарной комнатой на вершине по проекту Франсуа Гане. Пожар уничтожил фонарную комнату 11 сентября 1736 году, однако каменная башня не пострадала, и два года спустя маяк снова был введён в эксплуатацию с новой кирпичной фонарной комнатой. Во время второй осады Луисбурга маяк был сильно повреждён, и после взятия города англичанами он был заброшен. Новый маяк был построен только в 1842 году. Он представлял собой квадратный трёхэтажный деревянный дом смотрителя на каменном фундаменте с башней маяка в центре крыши. Он был выкрашен в белый цвет с вертикальными красными полосами на каждой стороне. В 1904 году было построено дополнительное здание для противотуманного сигнала. В 1915 году на маяке была установлена линза Френеля четвёртого поколения. 2 июня 1923 года пожар снова уничтожил маяк. Ему на смену была построена современная восьмиугольная белая бетонная башня высотой 17 метров, точно такая же, как и маяк Джорджес-Айленд. В 1957 году маяк был электрифицирован. В 1990 году он был автоматизирован. В настоящее время маяк признан объектом культурного наследия федерального значения и является популярной туристической достопримечательностью.